# Источни ловци-сакупљачи
Источни ловци-сакупљачи, источноевропски ловци-сакупљачи или источни европски ловци-сакупљачи,  су називи коришћени у археогенетици за посебну предачку компоненту која потиче од мезолитских ловаца-сакупљача из источне Европе. Често је у употреби скраћеница ИЛС. Током мезолита, ИЛС су насељавали област која се простирала од Балтичког мора на северозападу, Урала на североистоку и Понтско-каспијске степе на југу.
Уз скандинавске ловце-сакупљаче (СЛС) и западне ловце-сакупљаче (ЗЛС), Источни ловци-сакупљачи (ИЛС) су чинили једну од три главне генетске скупине у постглацијалном периоду ране холоценске Европе. Граница између ЗЛС и ИЛС ишла је отприлике од доњег Дунава, на север дуж западних шума Дњепра према западном Балтичком мору.
Према студији коју су Ванг и сарадници објавили 2019, ИЛС су 9% својих гена наследили од древних Северних Евроазијата (ДСЕ) и 91% од скупине која је сродна западним ловцима-сакупљачима, али се разликовала од њих. Током неолита и раног енеолита, део ИЛС се у Понтско-каспијској степи, мешао са кавкаским ловцима-сакупљачима (КЛС), чиме је настао нови генетски кластер познат као западни степски сточари (ЗСС), док је култура коју су ЗСС створили позната као култура јамног гроба. Претпоставља се да су популације блиско повезане са носиоцима културе јамног гроба кренуле у масовну сеобу која је довела до ширења индоевропских језика у велики део Евроазије.
Најзаступљенија хаплогрупа Y-ДНК код источних ловаца-сакупљача је била хаплогрупа R (R1b1 и R1a1), док је хаплогрупа U њихова најзаступљенија mtДНК хаплогрупа.

## Студије
Хак и сарадници су у студији из 2015. објавили откриће да су два праисторијска мушкарца из Источне Европе припадала генетском кластеру Источних Ловаца-сакупљача (ИЛС). Један од њих је мушкарац из Самаре (потиче из 5650-5550 године п. н. е.) који имао Y-ДНК хаплогрупу R1b1a1a* и mtДНК хаплогрупу U5a1d, док је други из Карелије (потиче из 5500-5000. п. н. е.) био носилац Y-ДНК хаплогрупе R1a1 и mtДНК хаплогрупе C1g. Аутори студије су такође идентификовали генетски кластер Западних Ловаца-сакупљача (ЗЛС) и кластер Скандинавских Ловаца-сакупљача (СЛС), који је мешавина ЗЛС и ИЛС, што су 2016. потврдили Лазаридис и сарадници.
Према Хаку и сарадницима ИЛС су били мешаног древно-северно-евроазијатског и западноловачко-сакупљачког порекла, а носиоци културе јамног гроба су били мешавина ИЛС и популације која је „сродна блискоисточном становништву”. Током 3. миленијума п. н. е. носиоци културе јамног гроба су почели да се шире по целој Европи, што је значајно утицало на генетски пејзаж континента, а такође је највероватније довело до ширења индоевропских језика у Европи.
Према Метисону, ИЛС су се можда мешали са „јерменоликом блискоисточном популацијом”, вероватно већ у енеолиту, што је довело до настанка популације која је створила културу јамног гроба (5200-4000. п. н. е.). Према Лазаридису и сарадницима ИЛС су 75% били пореклом од ДСЕ, а ЗЛС мешавина ИЛС и горњопалеолитских Кромањонаца чији су остаци откривени у пећини Грот ду Бишон у Швајцарској.
Џонс и сарадници су 2017. објавили студију у којој је утврђено да су носиоци мезолитске кундске и нарвске културе источног Балтика били мешавина ЗЛС и ИЛС, с' тим да су били сроднији ЗЛС. Утврђено је да се узорци из украјинског мезолита и неолита налазе између ЗЛС и ИЛС, што указује на генетски континуитет у области Дњепарских брзака у периоду од 4.000 година. Украјински узорци припадали су искључиво mtДНК хаплогрупи U, која је откривена у око 80% свих европских узорака ловаца-сакупљача.
Носиоци културе гребенасте керамике из области источног Балтика имали су 65 % источноловачко-сакупљачког порекла, за разлику од ловаца-сакупљача који су у даљој прошлости живели у тој области, који су били сроднији ЗЛС. Према резултатима генетских анализа узорака са археолошких налазишта која су припадала овој култури, Y-ДНК једне особе је припадала хаплогрупи R1a15-YP172, док су од четири узорка mtДНК два припадала хаплогрупи U5b1d1, један је припадао U5a2d и један U4a.
Гинтер и сарадници су 2018. анализирали 13 узорака Скандинавских Ловаца-сакупљача и открили да су сви делом пореклом од ИЛС, међутим СЛС из западне и северне Скандинавије су имали већи удео ИЛС порекла (око 49%) од оних из источне Скандинавије (око 38%). Аутори су предложили теорију према којој су СЛС мешавина ЗЛС који су се доселили у Скандинавију са југа и ИЛС који су касније досељени у Скандинавију са североистока дуж норвешке обале. ИЛС и ЗЛС су имали мању учесталост алела SLC45A2 и SLC24A5, који изазивају депигментацију, и OCA/Herc2, који утиче на боју очију, него СЛС.
Према Митнику становници јужних подручја источног Балтика, посебно носиоци кундске и нарвске културе, били су најсроднији Западним ловцима-сакупљачима, док су носиоци културе гребенасте керамике били ближе сродни Источним ловцима-сакупљачима. Становници северних и источних делова Балтика су имали већи удео источноловачко-сакупљачког порекла него становници јужних делова.

### Геномска историја Источне и Југоисточне Европе
Студија је обухватила и анализу великог броја узорака из праисторијске Источне Европе. Сакупљено је 37 узорака из мезолитске и неолитске Украјине (9500-6000. п. н. е.). Утврђено је да се они налазе између Источних Ловаца-сакупљача и Скандинавских Ловаца-сакупљача (који су мешавина ИЛС и ЗЛС), али се удео западноловачко-сакупљачког порекла у овој популацији повећао током неолита. Другим речима, били су Источни Ловци-сакупљачи са мањом примесом Западних Ловаца-сакупљача, која се временом повећала. Узорци Y-ДНК мушкараца припадали су искључиво хаплогрупи R (нарочито поткладама R1b1 и R1a) и хаплогрупи I (нарочито потклади I2). Њихова mtДНК је припадала скоро искључиво хаплогрупи U (нарочито поткладама U5 и U4).
Анализиран је велики број скелета са археолошког налазишта гробље Звејнеки, који су углавном припадали носиоцима кундске и нарвске културе са источног Балтика. Скелети из ранијих фаза су припадали особама западноловачко-сакупљачког порекла, међутим, скелети из каснијих фаза су припадали особама које су имале претежно источноловачко-сакупљачко порекло. Њихов Y-ДНК припадао је скоро искључиво хаплотиповима хаплогрупа R1b1a1a и I2a1, док је mtДНК припадао искључиво хаплогрупи U (нарочито поткладама U2, U4 и U5).
Такође су анализирани и скелети четрдесет особа са три мезолитска локалитета која су припадала култури Лепенског вира са Балкана (Ђердапска клисура). Процењено је да су ове особе имале 85% гена наслеђених од ЗЛС и 15% од ИЛС. Хаплотипови Y-ДНК мушкараца из Ђердапске клисуре припадали су искључиво хаплогрупама I (углавном I2a) и R (R1b1a), док је њихова mtДНК углавном припадала хаплогрупи U (нарочито поткладама U5 и U4).
У енеолиту, носиоци културе Трипоље-Кукутени имали су око 20% ловачко-сакупљачког порекла (мешаног ИЛС и ЗЛС).

### Геномска историја Сибира
Нарасимхан је у својој студији из 2019. објавио теорију о постојању још једне предачке генетске компоненте коју је назвао западни сибирски ловци-сакупљачи (ЗСЛС). Према његовим налазима, они су имали 30% источноловачко-сакупљачког, 50% древно-северно-евроазијатског и 20% источноазијског порекла.

## Физички изглед
Претпоставља се да су ИЛС имали углавном смеђе очи и светлу кожу, односно „светла кожа се јављала са високом учесталошћу”, док су се „плаве очи јављале са средњом учесталошћу”. ИЛС из Карелије су према Гинтеру имали велику вероватноћу да имају смеђе очи и тамну косу, а пигментација коже им је била средњег фенотипа. Утврђено је да је још један ИЛС из Самаре био светле пути, и да постоји велика вероватноћа да је био плавоок са светлом нијансом косе, са израчунатом вероватноћом од 75% да је коса била плава (то јест жута).
Алел rs12821256 KITLG гена који контролише развој меланоцита и синтезу меланина, а који је повезан са плавом косом, први пут је пронађен у узорку који потиче од праисторијског човека из комплекса археолошких налазишта на Афонтовој гори у Сибиру, из 15000 године пре нове ере. Овај алел је такође откривен у узорку три Источна Ловца-сакупљача из Самаре, Мотала и Украјине.

## За даље читање
- Anthony, David (2019). „Archaeology, Genetics, and Language in the Steppes: A Comment on Bomhard”. Journal of Indo-European Studies. 47 (1–2). Приступљено 9. 1. 2020.
- Anthony, David W. (2019b). „Ancient DNA, Mating Networks, and the Anatolian Split”.  Ур.: Serangeli, Matilde; Olander, Thomas. Dispersals and Diversification: Linguistic and Archaeological Perspectives on the Early Stages of Indo-European. BRILL. стр. 21—54. ISBN 978-9004416192. Непознати параметар |DUPLICATE_ref= игнорисан (помоћ)
- Allentoft, Morten E.; Sikora, Martin; Sjögren, Karl-Göran; Rasmussen, Simon; Rasmussen, Morten; Stenderup, Jesper; Damgaard, Peter B.; Schroeder, Hannes; Ahlström, Torbjörn; Vinner, Lasse; Malaspinas, Anna-Sapfo (2015). „Population genomics of Bronze Age Eurasia”. Nature (на језику: енглески). 522 (7555): 167—172. ISSN 1476-4687. PMID 26062507. S2CID 4399103. doi:10.1038/nature14507.
- Lazaridis, Iosif (децембар 2018). „The evolutionary history of human populations in Europe”. Current Opinion in Genetics & Development. Elsevier. 53: 21—27. PMID 29960127. S2CID 19158377. arXiv:1805.01579 . doi:10.1016/j.gde.2018.06.007. Приступљено 15. 7. 2020.